# FIDE Women’s Grand Prix 2015–16
A FIDE Women’s Grand Prix 2015–16 egy kiemelt erősségű sakkversenysorozat volt nők számára a Nemzetközi Sakkszövetség (FIDE) szervezésében, amely öt versenyből állt. A versenysorozat a 2017-ről elhalasztott 2018-as női sakkvilágbajnoki páros mérkőzés kvalifikációs versenysorozatának egyik eleme, amelynek győztese megmérkőzhet a 2017-es női sakkvilágbajnokságon győztes, regnáló világbajnokkal a világbajnoki címért.
Az első verseny megnyerését követően a háromszoros Grand Prix-győztes, világbajnok Hou Ji-fan visszalépett a versenysorozattól, mert nem értett egyet a világbajnokság lebonyolítási módjával.
A 2015–2016-os női Grand Prix versenysorozat győztese a kínai Csü Ven-csün lett, aki ezzel jogot szerzett arra, hogy a kieséses rendszerű 2017-es női sakkvilágbajnokság győztesével a világbajnoki címért mérkőzzön meg.

## A versenysorozat
A versenysorozat öt versenyből állt, amelyek közül minden résztvevőnek három versenyen kellett elindulnia. A versenysorozatra összesen 22 versenyző kapott meghívást, közülük az egyes versenyeken 12-en játszottak. A versenyek körmérkőzéses formában zajlottak.

### A versenyek helyszíne és időpontja
A versenyek helyszíne és időpontja a következő:
- 2015. október 2–16. Monte-Carlo, Monaco
- 2016. február 11–23. Teherán, Irán
- 2016. április 19–május 2. Batumi, Grúzia
- 2016. július 1–15. Csengtu, Kína
- 2016. november 18–december 2.[3] Hanti-Manszijszk, Oroszország

### Az eredmények pontozása és a díjazás
A versenyeken elért helyezésekért előre meghatározott pontszám járt, és ezek összesített eredménye alapján hirdették ki a győztest és a helyezetteket. Holtverseny esetén a helyezéseknek megfelelő pontokat, illetve díjakat összeadták, és elosztották a holtversenyben végzettek számával. A versenysorozat végeredményét ennek figyelembe vételével a versenyeken összesen szerzett pontok adták. A versenysorozat végén az összesített eredmény alapján az első nyolc helyezett még külön díjazásban részesült.
| H. | Versenydíj euró | Végeredmény díj euró | Grand Prix pontok |
| -- | --------------- | -------------------- | ----------------- |
| 1  | 10 000          | 25 000               | 160               |
| 2  | 8 250           | 20 000               | 130               |
| 3  | 6 750           | 15 000               | 110               |
| 4  | 5 750           | 10 000               | 90                |
| 5  | 5 000           | 7 500                | 80                |
| 6  | 4 500           | 5 500                | 70                |
| 7  | 4 250           | 4 000                | 60                |
| 8  | 4 000           | 3 000                | 50                |
| 9  | 3 250           | –                    | 40                |
| 10 | 3 000           | –                    | 30                |
| 11 | 2 750           | –                    | 20                |
| 12 | 2 500           | –                    | 10                |

## A résztvevők

### A kvalifikációt szerzett versenyzők
A Nemzetközi Sakkszövetség (FIDE) 2015. augusztusban nyilvánosságra hozta azoknak a versenyzőknek a névsorát, akik kvalifikációt szereztek a Grand Prix versenysorozatára.
| Versenyző                 | Ország                                     | Kvalifikáció                                                                                   |
| ------------------------- | ------------------------------------------ | ---------------------------------------------------------------------------------------------- |
| Marija Muzicsuk           | Ukrajna                                    | A 2015-ös női sakkvilágbajnokság elődöntősei                                                   |
| Natalja Pogonyina         | Oroszország                                | A 2015-ös női sakkvilágbajnokság elődöntősei                                                   |
| Pia Cramling              | Svédország                                 | A 2015-ös női sakkvilágbajnokság elődöntősei                                                   |
| Drónavalli Hárika         | India                                      | A 2015-ös női sakkvilágbajnokság elődöntősei                                                   |
| Hou Ji-fan                | Kína (2674,83 – 88 játszma alapján)        | Élő-pontszám alapján (2014. augusztus–2015. július közötti átlag, legalább 30 játszma alapján) |
| Kónéru Hanpi              | India (2585.83 – 39 játszma alapján)       | Élő-pontszám alapján (2014. augusztus–2015. július közötti átlag, legalább 30 játszma alapján) |
| Nana Dzagnidze            | Grúzia (2568,50 – 50 játszma alapján)      | Élő-pontszám alapján (2014. augusztus–2015. július közötti átlag, legalább 30 játszma alapján) |
| Csü Ven-csün              | Kína (2557,91 – 92 játszma alapján)        | Élő-pontszám alapján (2014. augusztus–2015. július közötti átlag, legalább 30 játszma alapján) |
| Anna Muzicsuk             | Ukrajna (2548,41 – 63 játszma alapján)     | Élő-pontszám alapján (2014. augusztus–2015. július közötti átlag, legalább 30 játszma alapján) |
| Valentyina Gunyina        | Oroszország (2532,91 – 83 játszma alapján) | Élő-pontszám alapján (2014. augusztus–2015. július közötti átlag, legalább 30 játszma alapján) |
| Alekszandra Kosztyenyuk   | Oroszország                                | A FIDE-elnök szabadkártyájával                                                                 |
| Antoaneta Sztefanova      | Bulgária                                   | A FIDE-elnök szabadkártyájával                                                                 |
| Almira Skripchenko        | Franciaország (Monte-Carlo, Monaco)        | A rendező városok szabadkártyásai                                                              |
| Sarasadat Khademalsharieh | Irán (Teherán, Irán)                       | A rendező városok szabadkártyásai                                                              |
| Natalija Zsukova          | Ukrajna (Tbiliszi, Grúzia)                 | A rendező városok szabadkártyásai                                                              |
| Nino Baciasvili           | Grúzia (Teherán, Irán)                     | A rendező városok szabadkártyásai                                                              |
| Csao Hszüe                | Kína (Teherán, Irán)                       | A rendező városok szabadkártyásai                                                              |
| Tan Csung-ji              | Kína (Csengtu, Kína)                       | A rendező városok szabadkártyásai                                                              |
| Olga Girja                | Oroszország                                | A rendező városok szabadkártyásai                                                              |
| Elina Danielian           | Örményország                               | A rendező városok szabadkártyásai                                                              |
| Lela Javakhisvili         | Grúzia                                     | A rendező városok szabadkártyásai                                                              |

A tartalék az Élő-pontszám szerint következő legmagasabb értékszámú versenyző: Alekszandra Kosztyenyuk 2532,00 ponttal 69 játszma alapján.

## A versenyek eredményei

### Monte-Carlo, 2015
| H. | Versenyző                 | Ország        | Élő-p. | 1 | 2 | 3 | 4 | 5 | 6 | 7 | 8 | 9 | 10 | 11 | 12 | Pont | Ee[8] | Nyert | SB    | GP-pont |
| -- | ------------------------- | ------------- | ------ | - | - | - | - | - | - | - | - | - | -- | -- | -- | ---- | ----- | ----- | ----- | ------- |
| 1  | Hou Ji-fan                | Kína          | 2671   | X | 1 | 0 | 1 | 1 | 1 | ½ | 1 | 1 | 1  | ½  | 1  | 9,0  |       | 8     | 45,00 | 160     |
| 2  | Marija Muzicsuk           | Ukrajna       | 2528   | 0 | X | 1 | ½ | ½ | 1 | ½ | 1 | ½ | 1  | ½  | ½  | 7,0  | 1     | 4     | 36,00 | 120     |
| 3  | Kónéru Hanpi              | India         | 2578   | 1 | 0 | X | ½ | ½ | 0 | 1 | 1 | 1 | 1  | 0  | 1  | 7,0  | 0     | 6     | 36,00 | 120     |
| 4  | Pia Cramling              | Svédország    | 2513   | 0 | ½ | ½ | X | ½ | 1 | ½ | ½ | 1 | 0  | ½  | 1  | 6,0  | ½     | 3     | 29,00 | 85      |
| 5  | Natalja Pogonyina         | Oroszország   | 2445   | 0 | ½ | ½ | ½ | X | 0 | ½ | 1 | ½ | ½  | 1  | 1  | 6,0  | ½     | 3     | 28,25 | 85      |
| 6  | Antoaneta Sztefanova      | Bulgária      | 2500   | 0 | 0 | 1 | 0 | 1 | X | 1 | 0 | ½ | ½  | ½  | 1  | 5,5  | 1     | 4     | 26,75 | 65      |
| 7  | Alekszandra Kosztyenyuk   | Oroszország   | 2525   | ½ | ½ | 0 | ½ | ½ | 0 | X | 1 | ½ | ½  | ½  | 1  | 5,5  | 0     | 2     | 27,25 | 65      |
| 8  | Nana Dzagnidze            | Grúzia        | 2573   | 0 | 0 | 0 | ½ | 0 | 1 | 0 | X | 1 | ½  | 1  | 1  | 5,0  |       | 4     | 21,25 | 50      |
| 9  | Almira Skripchenko        | Franciaország | 2441   | 0 | ½ | 0 | 0 | ½ | ½ | ½ | 0 | X | ½  | 1  | 1  | 4,5  | 1,5   | 2     | 20,25 | 30      |
| 10 | Natalija Zsukova          | Ukrajna       | 2485   | 0 | 0 | 0 | 1 | ½ | ½ | ½ | ½ | ½ | X  | ½  | ½  | 4,5  | 1     | 1     | 22,25 | 30      |
| 11 | Anna Muzicsuk             | Ukrajna       | 2549   | ½ | ½ | 1 | ½ | 0 | ½ | ½ | 0 | 0 | ½  | X  | ½  | 4,5  | ½     | 1     | 26,50 | 30      |
| 12 | Sarasadat Khademalsharieh | Irán          | 2402   | 0 | ½ | 0 | 0 | 0 | 0 | 0 | 0 | 0 | ½  | ½  | X  | 1,5  |       | 0     | 8,00  | 10      |

### Teherán, 2016
| H. | Versenyző                 | Ország      | Élő-p. | 1 | 2 | 3 | 4 | 5 | 6 | 7 | 8 | 9 | 10 | 11 | 12 | Pont | Ee[8] | Nyert | SB    | GP-pont |
| -- | ------------------------- | ----------- | ------ | - | - | - | - | - | - | - | - | - | -- | -- | -- | ---- | ----- | ----- | ----- | ------- |
| 1  | Csü Ven-csün              | Kína        | 2671   | X | ½ | ½ | ½ | 1 | 1 | ½ | ½ | ½ | 1  | 1  | ½  | 7,5  |       | 4     |       | 160     |
| 2  | Sarasadat Khademalsharieh | Irán        | 2403   | ½ | X | 1 | ½ | ½ | ½ | 0 | 1 | ½ | ½  | 1  | 1  | 7,0  | 1     | 4     |       | 120     |
| 3  | Csao Hszüe                | Kína        | 2506   | ½ | 0 | X | 1 | ½ | 0 | 1 | ½ | 1 | 1  | ½  | 1  | 7,0  | 0     | 5     |       | 120     |
| 4  | Natalja Pogonyina         | Oroszország | 2454   | ½ | ½ | 0 | X | 1 | 1 | 0 | ½ | 1 | 1  | 0  | 1  | 6,5  | 1     | 5     |       | 85      |
| 5  | Nana Dzagnidze            | Grúzia      | 2529   | 0 | ½ | ½ | 0 | X | ½ | 1 | 1 | 1 | 0  | 1  | 1  | 6,5  | 0     | 5     |       | 85      |
| 6  | Kónéru Hanpi              | India       | 2583   | 0 | ½ | 1 | 0 | ½ | X | ½ | 1 | ½ | ½  | 1  | ½  | 6,0  |       | 3     |       | 70      |
| 7  | Natalija Zsukova          | Ukrajna     | 2484   | ½ | 1 | 0 | 1 | 0 | ½ | X | 1 | ½ | 0  | ½  | ½  | 5,5  |       | 3     |       | 60      |
| 8  | Valentyina Gunyina        | Oroszország | 2496   | ½ | 0 | ½ | ½ | 0 | 0 | 0 | X | ½ | 1  | ½  | 1  | 4,5  | ½     | 2     |       | 45      |
| 9  | Drónavalli Hárika         | India       | 2511   | ½ | ½ | 0 | 0 | 0 | ½ | ½ | ½ | X | ½  | 1  | ½  | 4,5  | ½     | 1     |       | 45      |
| 10 | Pia Cramling              | Svédország  | 2521   | 0 | ½ | 0 | 0 | 1 | ½ | 1 | 0 | ½ | X  | ½  | 0  | 4,0  |       | 2     |       | 30      |
| 11 | Antoaneta Sztefanova      | Bulgária    | 2509   | 0 | 0 | ½ | 1 | 0 | 0 | ½ | ½ | 0 | ½  | X  | ½  | 3,5  | ½     | 1     | 18,75 | 15      |
| 12 | Nino Baciasvili           | Grúzia      | 2485   | ½ | 0 | 0 | 0 | 0 | ½ | ½ | 0 | ½ | 1  | ½  | X  | 3,5  | ½     | 1     | 17,00 | 15      |

### Batumi, 2016
| H. | Versenyző               | Ország        | Élő-p. | 1 | 2 | 3 | 4 | 5 | 6 | 7 | 8 | 9 | 10 | 11 | 12 | Pont | Ee[8] | Nyert | SB | GP-pont |
| -- | ----------------------- | ------------- | ------ | - | - | - | - | - | - | - | - | - | -- | -- | -- | ---- | ----- | ----- | -- | ------- |
| 1  | Valentyina Gunyina      | Oroszország   | 2497   | X | 1 | ½ | 1 | 1 | 0 | ½ | 1 | 1 | 0  | 1  | ½  | 7,5  |       | 6     |    | 160     |
| 2  | Alekszandra Kosztyenyuk | Oroszország   | 2557   | 0 | X | ½ | ½ | 1 | 1 | ½ | ½ | 0 | 1  | 1  | ½  | 6,5  |       | 4     |    | 130     |
| 3  | Nino Baciasvili         | Grúzia        | 2476   | ½ | ½ | X | 1 | ½ | 0 | ½ | ½ | 1 | 1  | 0  | ½  | 6,0  | 1     | 3     |    | 100     |
| 4  | Anna Muzicsuk           | Ukrajna       | 2555   | 0 | ½ | 0 | X | 1 | ½ | 1 | ½ | 1 | ½  | ½  | ½  | 6,0  | 0     | 3     |    | 100     |
| 5  | Csao Hszüe              | Kína          | 2504   | 0 | 0 | ½ | 0 | X | 1 | 1 | ½ | 1 | 0  | ½  | 1  | 5,5  | 2     | 4     |    | 70      |
| 6  | Nana Dzagnidze          | Grúzia        | 2535   | 1 | 0 | 1 | ½ | 0 | X | ½ | 0 | ½ | 1  | ½  | ½  | 5,5  | ½     | 3     |    | 70      |
| 7  | Almira Skripchenko      | Franciaország | 2453   | ½ | ½ | ½ | 0 | 0 | ½ | X | 1 | ½ | ½  | ½  | 1  | 5,5  | ½     | 2     |    | 70      |
| 8  | Marija Muzicsuk         | Ukrajna       | 2561   | 0 | ½ | ½ | ½ | ½ | 1 | 0 | X | ½ | 1  | 0  | ½  | 5,0  | 1½    | 2     |    | 40      |
| 9  | Lela Javakhishvili      | Grúzia        | 2489   | 0 | 1 | 0 | 0 | 0 | ½ | ½ | ½ | X | ½  | 1  | 1  | 5,0  | 1     | 3     |    | 40      |
| 10 | Olga Girja              | Oroszország   | 2442   | 1 | 0 | 0 | ½ | 1 | 0 | ½ | 0 | ½ | X  | 1  | ½  | 5,0  | ½     | 3     |    | 40      |
| 11 | Elina Danielian         | Örményország  | 2445   | 0 | 0 | 1 | ½ | ½ | ½ | ½ | 1 | 0 | 0  | X  | ½  | 4,5  |       | 2     |    | 20      |
| 12 | Bela Khotenashvili      | Grúzia        | 2493   | ½ | ½ | ½ | ½ | 0 | ½ | 0 | ½ | 0 | ½  | ½  | X  | 4,0  |       | 0     |    | 10      |

### Csengtu, 2016
|    | Versenyző            | Ország      | Élő-p. | 1 | 2 | 3 | 4 | 5 | 6 | 7 | 8 | 9 | 10 | 11 | 12 | Össz | Élő-p. vált. | Ee[8] | Nyert | SB    | Telj. ért. | GP-pont |
| -- | -------------------- | ----------- | ------ | - | - | - | - | - | - | - | - | - | -- | -- | -- | ---- | ------------ | ----- | ----- | ----- | ---------- | ------- |
| 1  | Drónavalli Hárika    | India       | 2526   | * | 1 | ½ | ½ | ½ | ½ | ½ | ½ | 1 | ½  | 1  | ½  | 7    | +13          | 1     | 3     | 37.5  | 2612       | 145     |
| 2  | Kónéru Hanpi         | India       | 2575   | 0 | * | ½ | 1 | 0 | ½ | 1 | 1 | ½ | 1  | 1  | ½  | 7    | +5           | 0     | 5     | 36    | 2607       | 145     |
| 3  | Csü Ven-csün         | Kína        | 2578   | ½ | ½ | * | ½ | 1 | ½ | 0 | ½ | ½ | ½  | ½  | 1  | 6    | -6           | 1½    | 2     | 32    | 2541       | 93⅓     |
| 4  | Antoaneta Sztefanova | Bulgária    | 2512   | ½ | 0 | ½ | * | ½ | ½ | 1 | ½ | 1 | ½  | ½  | ½  | 6    | +5           | 1     | 2     | 31.75 | 2547       | 93⅓     |
| 5  | Anna Muzicsuk        | Ukrajna     | 2545   | ½ | 1 | 0 | ½ | * | 1 | ½ | ½ | ½ | ½  | ½  | ½  | 6    | -1           | ½     | 2     | 33.25 | 2544       | 93⅓     |
| 6  | Bela Khotenashvili   | Grúzia      | 2454   | ½ | ½ | ½ | ½ | 0 | * | ½ | 1 | ½ | 0  | ½  | 1  | 5½   | +9           | 1½    | 2     | 29.25 | 2516       | 60      |
| 7  | Csao Hszüe           | Kína        | 2510   | ½ | 0 | 1 | 0 | ½ | ½ | * | ½ | ½ | ½  | ½  | 1  | 5½   | +0           | 1     | 2     | 28.5  | 2511       | 60      |
| 8  | Marija Muzicsuk      | Ukrajna     | 2545   | ½ | 0 | ½ | ½ | ½ | 0 | ½ | * | ½ | ½  | 1  | 1  | 5½   | -6           | ½     | 2     | 27.75 | 2508       | 60      |
| 9  | Lela Javakhishvili   | Grúzia      | 2487   | 0 | ½ | ½ | 0 | ½ | ½ | ½ | ½ | * | 1  | ½  | ½  | 5    | -1           | 1     | 1     | 26.5  | 2477       | 35      |
| 10 | Olga Girja           | Oroszország | 2444   | ½ | 0 | ½ | ½ | ½ | 1 | ½ | ½ | 0 | *  | ½  | ½  | 5    | +6           | 0     | 1     | 27.25 | 2481       | 35      |
| 11 | Tan Csung-ji         | Kína        | 2495   | 0 | 0 | ½ | ½ | ½ | ½ | ½ | 0 | ½ | ½  | *  | ½  | 4½   | -12          | 0     | 0     | 21.25 | 2411       | 20      |
| 12 | Pia Cramling         | Svédország  | 2463   | ½ | ½ | 0 | ½ | ½ | 0 | 0 | 0 | ½ | ½  | ½  | *  | 4    | -12          | 0     | 0     | 20    | 2383       | 10      |

### Hanti Manszijszk, 2016
|    | Versenyző                 | Ország        | Élő-p. | 1 | 2 | 3 | 4 | 5 | 6 | 7 | 8 | 9 | 10 | 11 | 12 | Össz | Élő-p. vált. | Ee[8] | Nyert | SB    | Telj. ért. | GP-pont |
| -- | ------------------------- | ------------- | ------ | - | - | - | - | - | - | - | - | - | -- | -- | -- | ---- | ------------ | ----- | ----- | ----- | ---------- | ------- |
| 1  | Csü Ven-csün              | Kína          | 2580   | X | 1 | 1 | 1 | ½ | ½ | 0 | ½ | ½ | ½  | 1  | +  | 7½   |              |       |       |       | 2612       | 160     |
| 2  | Nino Baciasvili           | Grúzia        | 2489   | 0 | X | 0 | ½ | 1 | ½ | 1 | 1 | 1 | ½  | 0  | 1  | 6½   |              |       |       |       | 2553       | 130     |
| 3  | Valentyina Gunyina        | Oroszország   | 2525   | 0 | 1 | X | 0 | ½ | 1 | 1 | 0 | 0 | ½  | 1  | 1  | 6    |              | 2½    | 5     |       | 2520       | 82      |
| 4  | Sarasadat Khademalsharieh | Irán          | 2435   | 0 | ½ | 1 | X | ½ | ½ | ½ | ½ | ½ | 1  | ½  | ½  | 6    |              | 2½    | 2     |       | 2529       | 82      |
| 5  | Drónavalli Hárika         | India         | 2543   | ½ | 0 | ½ | ½ | X | ½ | ½ | 1 | ½ | ½  | ½  | 1  | 6    |              | 2     | 2     |       | 2519       | 82      |
| 6  | Olga Girja                | Oroszország   | 2450   | ½ | ½ | 0 | ½ | ½ | X | ½ | ½ | 0 | 1  | 1  | 1  | 6    |              | 1½    | 3     |       | 2527       | 82      |
| 7  | Alekszandra Kosztyenyuk   | Oroszország   | 2555   | 1 | 0 | 0 | ½ | ½ | ½ | X | ½ | 1 | 1  | ½  | ½  | 6    |              | 1½    | 3     |       | 2518       | 82      |
| 8  | Natalija Zsukova          | Ukrajna       | 2448   | ½ | 0 | 1 | ½ | 0 | ½ | ½ | X | ½ | ½  | ½  | 1  | 5,5  |              |       |       |       | 2491       | 50      |
| 9  | Bela Khotenashvili        | Grúzia        | 2426   | ½ | 0 | 1 | ½ | ½ | 1 | 0 | ½ | X | 0  | ½  | ½  | 5    |              |       |       |       | 2457       | 40      |
| 10 | Natalja Pogonyina         | Oroszország   | 2492   | ½ | ½ | ½ | 0 | ½ | 0 | 0 | ½ | 1 | X  | ½  | ½  | 4½   |              | ½     | 1     | 30,25 | 2422       | 25      |
| 11 | Lela Javakhishvili        | Grúzia        | 2461   | 0 | 1 | 0 | ½ | ½ | 0 | ½ | ½ | ½ | ½  | X  | ½  | 4½   |              | ½     | 1     | 25,5  | 2425       | 25      |
| 12 | Almira Skripchenko        | Franciaország | 2455   | - | 0 | 0 | ½ | 0 | 0 | ½ | 0 | ½ | ½  | ½  | X  | 2½   |              |       |       |       | 2280       | 10      |

## A pontverseny végeredménye
A világbajnok Hou Ji-fan visszalépett a versenysorozattól.
A Grand Prix pontversenyének végeredménye:
| H. | Versenyző                 | Ország        | Élő-p. 2015.09. | Monte-Carlo | Teherán | Tbiliszi | Csengtu | Hanti- Manszijszk | Összp. |
| -- | ------------------------- | ------------- | --------------- | ----------- | ------- | -------- | ------- | ----------------- | ------ |
| 1  | Csü Ven-csün              | Kína          | 2580            |             | 160     |          | 93⅓     | 160               | 413⅓   |
| 2  | Kónéru Hanpi              | India         | 2557            | 120         | 70      |          | 145     |                   | 335    |
| 3  | Valentyina Gunyina        | Oroszország   | 2525            |             | 45      | 160      |         | 82                | 287    |
| 4  | Alekszandra Kosztyenyuk   | Oroszország   | 2555            | 65          |         | 130      |         | 82                | 277    |
| 5  | Drónavalli Hárika         | India         | 2543            |             | 45      |          | 145     | 82                | 272    |
| 6  | Csao Hszüe                | Kína          | 2508            |             | 120     | 70       | 60      |                   | 250    |
| 7  | Nino Baciasvili           | Grúzia        | 2489            |             | 15      | 100      |         | 130               | 245    |
| 8  | Anna Muzicsuk             | Ukrajna       | 2561            | 30          |         | 100      | 93½     |                   | 223⅓   |
| 9  | Marija Muzicsuk           | Ukrajna       | 2532            | 120         |         | 40       | 60      |                   | 220    |
| 10 | Sarasadat Khademalsharieh | Irán          | 2435            | 10          | 120     |          |         | 82                | 212    |
| 11 | Nana Dzagnidze            | Grúzia        | 2507            | 50          | 85      | 70       |         |                   | 205    |
| 12 | Natalja Pogonyina         | Oroszország   | 2492            | 85          | 85      |          |         | 25                | 195    |
| 13 | Antoaneta Sztefanova      | Bulgária      | 2512            | 65          | 15      |          | 93½     |                   | 173⅓   |
| 14 | Hou Ji-fan                | Kína          | 2635            | 160         |         |          |         |                   | 160    |
| 15 | Olga Girja                | Oroszország   | 2450            |             |         | 40       | 35      | 82                | 157    |
| 16 | Natalija Zsukova          | Ukrajna       | 2448            | 30          | 60      |          |         | 50                | 140    |
| 17 | Pia Cramling              | Svédország    | 2461            | 85          | 30      |          | 10      |                   | 125    |
| 18 | Bela Khotenashvili        | Grúzia        | 2426            |             |         | 10       | 60      | 40                | 110    |
| 19 | Almira Skripchenko        | Franciaország | 2455            | 30          |         | 70       |         | 10                | 110    |
| 20 | Lela Javakhishvili        | Grúzia        | 2461            |             |         | 40       | 35      | 25                | 100    |
| 21 | Elina Danielian           | Örményország  | 2444            |             |         | 20       |         |                   | 20     |
| 22 | Tan Csung-ji              | Kína          | 2492            |             |         |          | 20      |                   | 20     |